# Diskografija Ice Cubea
Diskografija američkog repera, tekstopisca i producenta Ice Cubea sastoji se od 9 studijskih albuma, 5 kompilacija i mnogo kolaboracijskih albuma zajedno s N.W.A. i Westside Connection, te 35 singlova i 39 spotova. Ice Cube je u SAD-u prodao 15 milijuna albuma, a diljem svijeta 25 milijuna.

## Albumi

### Studijski albumi
| Godina | Detalji o albumu | Pozicije na top ljestvicama | Pozicije na top ljestvicama | Pozicije na top ljestvicama | Prodaja          | Certifikacije                      |
| Godina | Detalji o albumu | SAD                         | SAD R&B                     | CAN                         | Prodaja          | Certifikacije                      |
| ------ | --- | --------------------------- | --------------------------- | --------------------------- | ---------------- | ---------------------------------- |
| 1990.  | AmeriKKKa's Most Wanted - Objavljeno: 16. svibnja 1990. - Diskografska kuća: Priority - Formati: CD, CS, LP            | 19                          | 6                           | —                           | - SAD: 702.682   | - SAD: platinasta                  |
| 1991.  | Death Certificate - Objavljeno: 29. listopada 1991. - Diskografska kuća: Priority - Formati: CD, CS, LP                | 2                           | 1                           | —                           | - SAD: 1.600.134 | - SAD: platinasta                  |
| 1992.  | The Predator - Objavljeno: 17. studenog 1992. - Diskografska kuća: Priority - Formati: CD, CS, LP                      | 1                           | 1                           | 61                          | - SAD: 2.210.283 | - SAD: 2× platinasta - UK: srebrna |
| 1993.  | Lethal Injection - Objavljeno: 7. prosinca 1993. - Diskografska kuća: Priority - Formati: CD, CS, LP                   | 5                           | 1                           | —                           | - SAD: 1.832.064 | - SAD: platinasta                  |
| 1998.  | War & Peace Vol. 1 (The War Disc) - Objavljeno: 17. studenog 1998. - Diskografska kuća: Priority - Formati: CD, CS, LP | 7                           | 2                           | 13                          | - SAD: 1.057.243 | - SAD: platinasta - KAN: zlatna    |
| 2000.  | War & Peace Vol. 2 (The Peace Disc) - Objavljeno: 21. ožujka 2000. - Diskografska kuća: Priority - Formati: CD, CS, LP | 3                           | 1                           | 7                           | - SAD: 990.986   | - SAD: Gold - KAN: Gold            |
| 2006.  | Laugh Now, Cry Later - Objavljeno: 6. lipnja 2006. - Diskografska kuća: Lench Mob - Formati: CD                        | 4                           | 2                           | 9                           | - SAD: 552.000   | - SAD: Gold - KAN: Gold            |
| 2008.  | Raw Footage - Objavljeno: 19. kolovoza 2008. - Diskografska kuća: Lench Mob - Formati: CD                              | 5                           | 1                           | 14                          | - SAD: 164.191   |                                    |
| 2010.  | I Am the West - Objavljeno: 28. rujna 2010. - Diskografska kuća: Lench Mob - Formati: CD                               | 22                          | 7                           | 51                          | - SAD: 44.000    |                                    |

### EP-ovi
| Godina                                                                                         | Detalji o albumu | Završne pozicije na top ljestvicama | Završne pozicije na top ljestvicama | Prodaja           | Certifikacije |
| Godina                                                                                         | Detalji o albumu | SAD                                 | SAD R&B                             | Prodaja           | Certifikacije |
| ---------------------------------------------------------------------------------------------- | ---------------- | ----------------------------------- | ----------------------------------- | ----------------- | ------------- |
| 1990.                                                                                          |                  |                                     |                                     |                   |               |
| Kill at Will - Objavljeno: 1. srpnja 1990. - Diskografska kuća: Priority - Formati: CD, CS, LP | 34               | 5                                   | - SAD: 704.382                      | - SAD: platinasta |               |

### Kompilacije
| Godina | Detalji o albumu                                                                                        | Završne pozicije na top ljestvicama | Završne pozicije na top ljestvicama | Prodaja        | Certifikacije |
| Godina | Detalji o albumu                                                                                        | SAD                                 | SAD R&B                             | Prodaja        | Certifikacije |
| ------ | --- | ----------------------------------- | ----------------------------------- | -------------- | ------------- |
| 1994.  | Bootlegs & B-Sides - Objavljeno: 22. studenog 1994. - Diskografska kuća: Priority - Formati: CD, CS, LP | 19                                  | 3                                   | - SAD: 820.161 | - SAD: zlatna |
| 1997.  | Featuring…Ice Cube - Objavljeno: 16. prosinca 1997. - Diskografska kuća: Priority - Formati: CD, CS     | 116                                 | 32                                  |                |               |
| 2001.  | Greatest Hits - Objavljeno: 4. prosinca 2001. - Diskografska kuća: Priority - Formati: CD, CS, LP       | 54                                  | 11                                  |                |               |
| 2007.  | In the Movies - Objavljeno: 4. rujna 2007. - Diskografska kuća: Priority - Formati: CD                  | 169                                 | 34                                  |                |               |
| 2008.  | The Essentials - Objavljeno: 16. rujna 2008. - Diskografska kuća: Priority - Formati: CD                | —                                   | —                                   |                |               |

## Vanjske poveznice
- Diskografija
- Uspjeh na top ljestvicama